# Irmandade do Remédio de Ánimas (Córdoba)
A Muito Humilde e Antiga Irmandade Sacramental do Santíssimo Cristo do Remédio de Ánimas e Nossa Senhora Mãe de Deus nas suas Tristezas é uma Confraria de culto católico de Córdova. A sua sede canónica localiza-se na Real Igreja de San Lorenzo e faz a estação de penitência na tarde-noite da Segunda-feira Santa.

## História
No final do século XV, verificava-se a existência de corporações de Ánimas nas paróquias de Córdova de San Agustín, San Andrés, Santa Marina e San Lorenzo. No caso desta última, a sua atividade está comprovada em 1545, ano em que as suas regras foram aprovadas por duas irmandades de Ánimas extraparoquiais, pertencentes aos hospitais de San Martín e San Sebastián.
O Cardeal Pedro de Salzar Gutiérrez de Toledo, natural de Málaga e nascido em 1630, chegou a Córdova em janeiro de 1687, onde permaneceu até ser transferido para Roma. Durante a sua estadia na cidade, o Cardeal Salazar manteve uma relação próxima com o Padre Cristóbal de Santa Catalina, a quem prestou apoio na sua importante obra assistencial no antigo hospital da Rua Carchenilla, no bairro de San Lorenzo. Foi nesse contexto que se iniciou a sua ligação a este enclave do centro histórico. Motivado pela proximidade, o Cardeal Salazar foi o responsável por promover e assinar os estatutos da Hermandad de Ánimas de San Lorenzo em 1690, predecessora da atual.
Ao longo do século XVIII, a Confraria de Ánimas entrou num estado de declínio. As desamortizações do século XIX representaram o golpe definitivo, e nem mesmo a fusão com a sacramental de San Lorenzo conseguiu evitar a sua extinção. No entanto, a devoção popular ao seu Crucificado Titular manteve-se inabalável.
A 17 de abril de 1949, realizou-se uma reunião para refundar a Irmandade do Santíssimo Cristo dos Remédios e Benditas Ánimas do Purgatório. Entre os presentes estavam catedráticos do ensino secundário, teólogos, pintores e literatos ligados ao grupo "Cántico", que imprimiram à renascida corporação uma estética singular, baseada no aprofundamento das suas raízes históricas. Nessa ocasião, foi nomeada uma comissão responsável pela elaboração dos novos estatutos, inspirados nos de 1690. Estas regras foram aprovadas pelo Bispo Frei Albino a 23 de dezembro de 1949 e, dez dias depois, foi nomeada a primeira Junta de Governo, presidida por D. Francisco Torralba Molina.
Na Segunda-feira Santa de 1951, a Confraria realizou a sua primeira estação de penitência, introduzindo uma série de inovações estéticas. Entre elas, destacavam-se os seladores com crótalos de madeira em vez das tradicionais campainhas, a substituição dos círios dos nazarenos por lanternas do Viático, os fúnebres toques de sino ao longo da procissão e o canto do Miserere do então existente convento de Santa María de Graça.

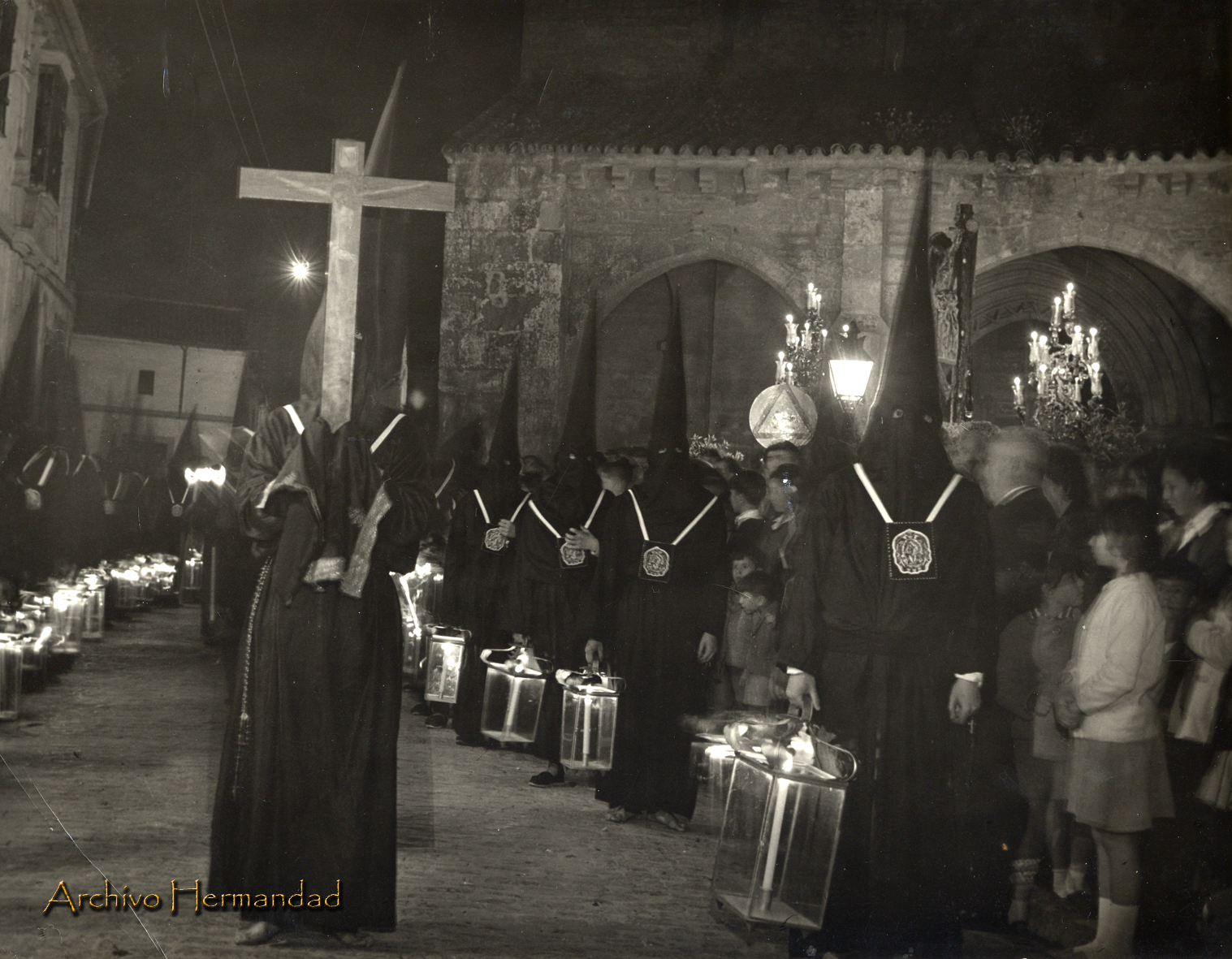
Velha fotografia da saída procesional da Cofraria.

Por discordância com a mudança no percurso oficial estabelecido pelo Agrupamento de Confrarias, a Irmandade de Ánimas, com autorização expressa do Bispo Fernández Conde, não seguiu o itinerário fixado em 1961. Esta decisão resultou num forte contencioso com o Agrupamento, culminando na destituição da Junta de Governo a 11 de fevereiro de 1962. Como consequência, a irmandade não realizou a sua saída processional nesse ano nem no seguinte, colocando em risco a sua própria continuidade.
A 10 de julho de 1963, um pequeno grupo de confrades entrou em contacto com o pároco da sua sede canónica para pôr fim à situação, contando com o apoio da autoridade eclesiástica. Com a normalidade restabelecida, a Irmandade reintegrou-se nas procissões da Semana Santa em 1964. Até 1972, manteve-se fiel à sua tradição de sair em procissão na Segunda-feira Santa, apesar de ter passado por vários altos e baixos na sua vida interna.
Em 1973, estreou-se um novo passo que permitiu o início da estação de penitência diretamente do interior de San Lorenzo. Em 1976, a chuva forçou a suspensão da procissão na Segunda-feira Santa, mas a Irmandade acabou por realizá-la na Quinta-feira Santa, aproveitando o espaço deixado pela Irmandade de las Angustias, cujos titulares estavam em processo de restauração.

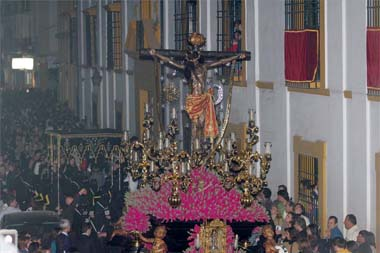
Cristo do Remédio de Ánimas.

Em 1975, a Irmandade incorporou a sua Dolorosa Titular, Nossa Senhora Mãe de Deus nas suas Tristezas. A aquisição da imagem ocorreu após uma visita do irmão maior à cidade sevilhana de Écija. Durante essa viagem, soube-se da existência de uma talha mariana, de propriedade de um particular, que se adequava ao estilo da confraria. Poucos dias depois, a Irmandade adquiriu a imagem. Após a confecção de um candelabro e uma primeira restauração realizada por Miguel Arjona e Miguel do Moral, a imagem foi abençoada a 10 de novembro de 1975. A primeira saída processional desta imagem aconteceu em 1977, num passo que posteriormente foi vendido à Irmandade do Ressuscitado de Puente Genil. A experiência não foi bem-sucedida, e a Virgem teve que esperar até 1983 para voltar a sair na Segunda-feira Santa, já sobre rodas. Entre 1981 e 1988, desenvolveu-se o trabalho de Miguel Arjona para criar o seu passo característico.
Ainda em 1977, a Irmandade de Ánimas acolheu a Irmandade da Entrada Triunfal como filial, sendo esta última colocada sob a sua tutela até 1981.
Em 1982, a Confraria conseguiu a construção de uma capela própria na Paróquia de San Lorenzo. Além disso, a 10 de abril de 1984, foi imposta à imagem da Dolorosa uma coroa de prata lavrada por Alfonso Luque Morais, conforme um desenho de Miguel Arjona. A coroa foi financiada através das doações dos irmãos.
Entre os anos de 1991 e 1997, foi concluído o passo de Nossa Senhora Mãe de Deus nas suas Tristezas. A candeleria em prata foi terminada entre 1991 e 1997, o bordado do manto foi realizado entre 1993 e 1996, e o bordado oi finalizado em 1997.
Em 2006, devido a obras de restauração na Paróquia de San Lorenzo, a Irmandade procedeu ao traslado solene dos seus Titulares para as dependências da Casa de Irmandade, no dia 28 de dezembro. Os Titulares regressaram à Igreja de San Lorenzo em março de 2009, após a sua reabertura. Durante este período, a Irmandade realizou a sua saída na Segunda-feira Santa a partir do Colégio dos Salesianos, localizando-se este próximo tanto à sua Casa de Irmandade quanto à Igreja de San Lorenzo. 

## Titulares

### Santísimo Cristo do Remédio de Ánimas

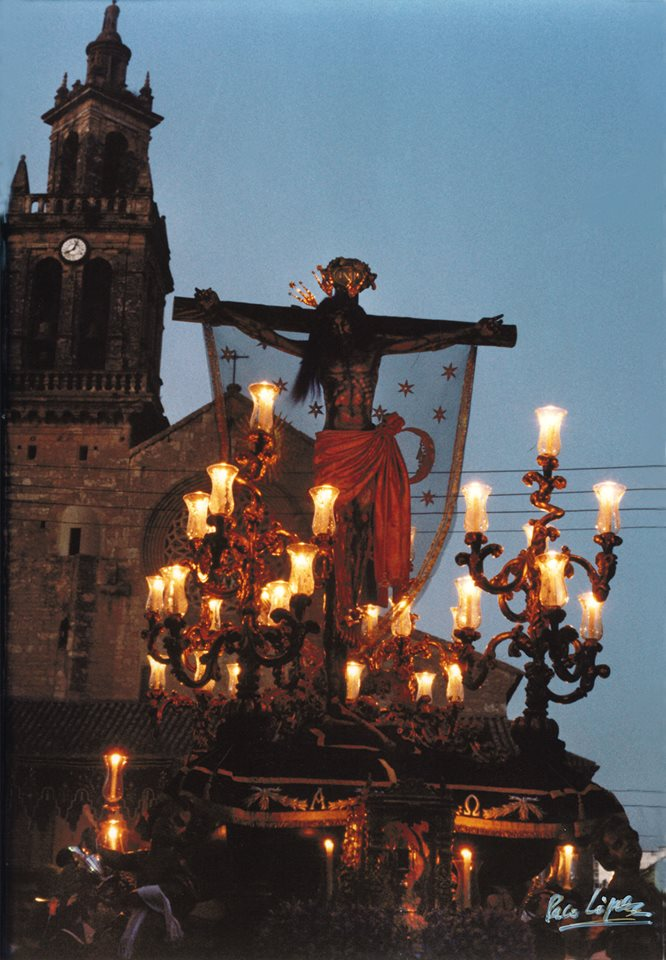
Santíssimo Cristo do Remédio de Ánimas iniciando a sua estação de penitência.

A Imagem do Santíssimo Cristo do Remédio de Ánimas, venerada no Bairro de San Lorenzo, é uma das imagens mais amadas e de profunda devoção na cidade. De autor desconhecido e datada em torno do século XVI, pertence à Escola Genovesa e representa Cristo surpreendido pela morte. A imagem foi restaurada em 1950 por Miguel do Moral e, mais recentemente, em 2014, pela restauradora Ana Infante.
Este crucificado, de formas simples e ao mesmo tempo expressivas, transmite a ausência de tensão, refletindo o relaxamento após a morte.
A Cruz é de madeira e mantém-se a original, com o titulum em madeira dourada, enquadrado numa pequena cartela. Do patíbulo da Cruz desce o Velo das Trevas, símbolo iconográfico e pessoal do Senhor de San Lorenzo, evocando as "trevas que cobriram a terra das seis às nove horas, após a morte de Cristo". Podem distinguir-se as estrelas, o Sol à direita e a Lua à esquerda, bordados em ouro e prata sobre tela negra. Os atributos, como as potências, a coroa de espinhos e os pregos, são de ouro de lei e rubis. Os pregos têm a peculiaridade de terem forma de azucenas, assim como as flores trançadas da coroa de espinhos, que simbolizam o sangue de Cristo, uma vez que só a partir do seu sangue pode nascer a vida.
O passo do Senhor foi concebido em madeira nas Oficinas de Jiménez Areias em 1973, com um desenho de Miguel do Moral, inspirado na tumba do Cardeal Salazar, localizada na Mesquita-Catedral de Córdoba. A iluminação do passo é proporcionada por quatro candelabros, feitos de madeira e ouro. Na capela central, onde se encontra a Santa Espina, a obra é realizada em madeira dourada, executada por Miguel Arjona e Emilio León. Nos cantos, estão quatro grandes anjos em madeira não policromada, que seguram atributos da Paixão, obra do cordovês Amadeo Ruiz Olmos. Os faldões são compostos por várias peças bordadas em ouro e seda, com cenas do Via Crucis, escudos heráldicos e religiosos, além de uma magistral catequese teológica, alegórica e mitológica, executada por José Luis Guerra.

### Nossa Senhora Mãe de Deus nas suas Tristezas

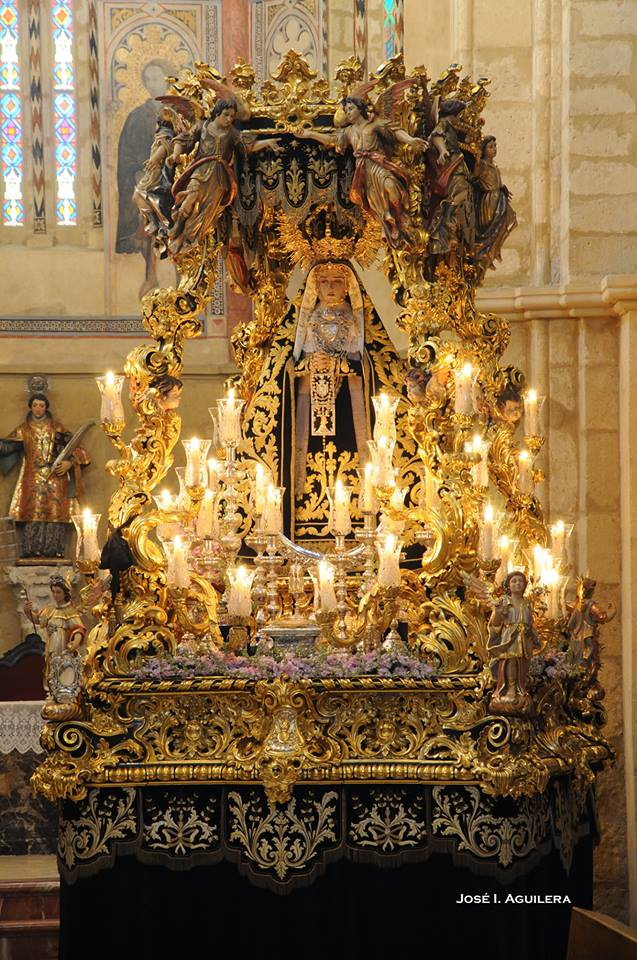
Ntra. Sra. Mãe de Deus nas suas Tristezas sobre seu

A imagem de Nossa Senhora Mãe de Deus nas suas Tristezas, do século XVII, é atribuída indiscutivelmente a Antonio do Castillo. A imagem foi adquirida pela Irmandade na vizinha cidade de Écija em 1975, ano em que foi restaurada por Miguel Arjona, sendo novamente submetida a um processo de restauração em 2015, desta vez por Ana Infante.
Trata-se de uma imagem de busto, com o rosto e as mãos talhados. O seu rosto juvenil, marcado pela dor, exibe os lábios ligeiramente entreabertos, numa atitude quase de diálogo. As mãos, entrelaçadas em gesto de oração e compaixão, completam a expressão de sofrimento e entrega.
A imagem possui um dos passos mais característicos da Semana Santa de Andaluzia, sendo transportada sob um baldaquino a cada Segunda-feira Santa. Trata-se de uma peça única e excepcional, realizada em madeira dourada e policromada, concebida pelo artista cordovês Miguel Arjona, que em 1980 deu forma aos desenhos criados por Miguel do Moral cinco anos antes. O passo é ornamentado com a peana, em conjunto com o baldaquino, os candelabros, as jarras e a rua central, todos executados em prata de lei.
Este conjunto processional apresentou, na sua altura, uma forma de procissão completamente nova e original, já que, até então, era habitual ver as imagens sob palios de influências sevilhanas ou até mesmo sem palio. No entanto, o baldaquino tinha estado presente nas nossas ruas desde vários séculos antes, tanto na capital de Córdova como na sua província, bem como noutras cidades e localidades da geografia andaluz e espanhola.

## Hábito
A túnica é de cor negra e cobre o rosto, complementada com um fajín negro. A imagem também veste o escapulário carmelita da Irmandade, acompanhado de sapatilhas de cânhamo e um rosário negro.

## Música
A imagem não é acompanhada por bandas musicais, mas sim por coros, que foram fundados por Pablo García Baena, destacado cordovês no mundo das artes, que fazia parte do chamado "Grupo Cántico".

## Património

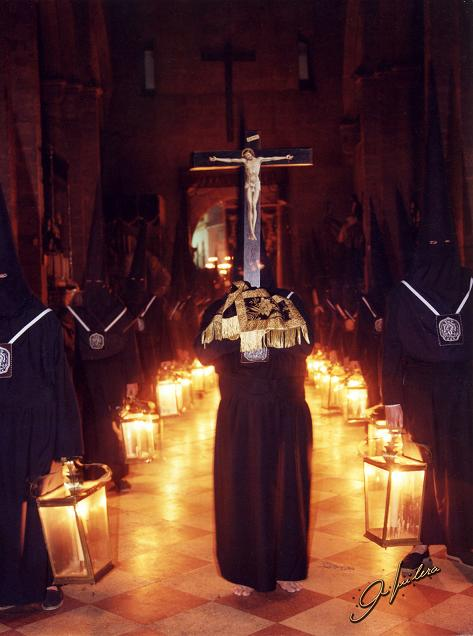
Cruz de Guia da Irmandades, momentos prévios à saída da Confraria à rua, na tarde-noite da Segunda-feira Santa.

- Cruz de Guia, autor desconhecido e sem datar.
- Estandarte de Cristo (1992) com bordados em ouro do século XVIII  e pintura de Rafael Medina.
- Cráneo coroado com coroa real, símbolo da morte reinante no mundo até a redenção de Cristo, tem coroa de prata de lei do século XVIII .
- Livro de Regras, que contém os Estatutos da Irmandade de 1690.
- Estandarte Sacramental (1987) bordado em ouro por Antonio Castelló.
- Bandeira de Duelo em damasco negro.
- Estandarte da Virgem, bordado em ouro do século XVIII, pintura de Rafael Medina.[3]